# Pardosa hamifera
Pardosa hamifera là một loài nhện trong họ Lycosidae.
Loài này thuộc chi Pardosa. Pardosa hamifera được Frederick Octavius Pickard-Cambridge miêu tả năm 1902.